# Mërgim Berisha
Pour les articles homonymes, voir Berisha.
Mërgim Berisha, né le 11 mai 1998 à Berchtesgaden, est un footballeur international allemand qui évolue au poste d'avant-centre au FC Augsbourg, en prêt du TSG Hoffenheim.
Dion Berisha, son frère, évolue au RW Essen en 3. Liga.

## Carrière en club

### Liefering
Le 7 novembre 2014, Berisha fait ses débuts en tant que footballeur professionnel contre le Mattersburg, en entrant en jeu à la 73e minute à la place de Daniel Ripić. Seulement 50 secondes après son remplacement, il marque le troisième but de son équipe lors d'une victoire à domicile 3–1.

### Red Bull Salzbourg
Le 28 décembre 2016, Berisha signe son premier contrat professionnel avec le club de la Bundesliga autrichienne Red Bull Salzbourg, après avoir accepté un contrat de quatre ans. Le 3 avril 2017, il fait ses débuts lors d'une victoire à l'extérieur 0–5 contre le SC Rheindorf Altach, en entrant en jeu à la 77e minute à la place de Wanderson. Berisha aide son équipe à remporter l'UEFA Youth League 2016-2017, étant l'un des meilleurs buteurs du tournoi, avec un total de sept buts.

#### Prêt à LASK
Le 21 août 2017, Berisha rejoint le club de la Bundesliga autrichienne, le LASK, pour un prêt d'une saison. Cinq jours plus tard, il fait ses débuts lors d'une défaite à l'extérieur 1–0 contre le Rapid Wien, après avoir été nommé dans le onze de départ.

#### Prêt au 1. FC Magdeburg
Le 19 juin 2018, Berisha rejoint le club de la 2. Bundesliga, le 1. FC Magdeburg, pour un prêt d'une saison. Deux mois plus tard, il fait ses débuts avec le 1. FC Magdeburg lors du premier tour de la Coupe d'Allemagne 2018-2019 contre le Darmstadt 98, en entrant en jeu à la 81e minute à la place de Tobias Müller.

#### Prêt au SC Rheindorf Altach
Le 10 janvier 2019, Berisha rejoint le club de la Bundesliga autrichienne, le SC Rheindorf Altach, pour un prêt d'une saison et demie. Le 23 février 2019, il fait ses débuts lors d'un match nul 0–0 à l'extérieur contre le Wolfsberger AC, après avoir été nommé dans le onze de départ.

#### Retour à Red Bull Salzburg

##### Saison 2019–2020
Le 6 janvier 2020, Berisha retourne au club de la Bundesliga autrichienne, le Red Bull Salzburg. Le 14 février 2020, il joue son premier match après son retour lors d'une défaite à domicile 2–3 contre son ancien club, le LASK, après être entré en jeu à la 59e minute à la place de Patrick Farkas.

##### Saison 2020–2021

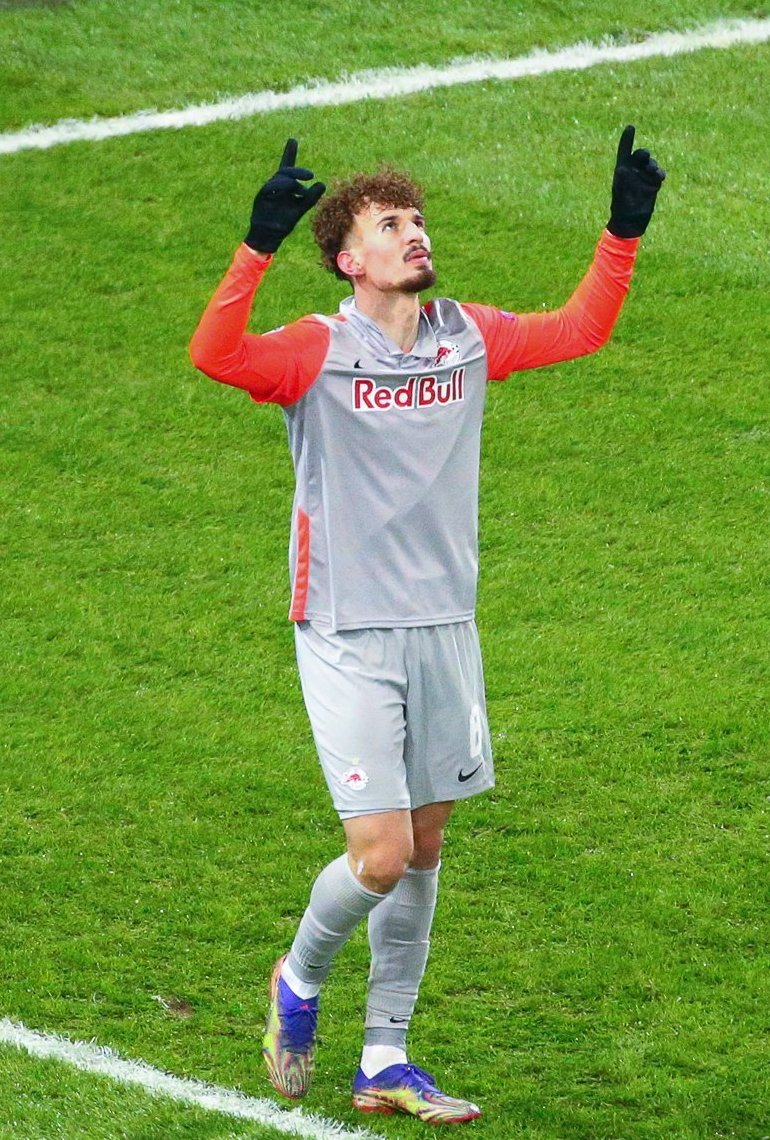
Berisha pointant le ciel après son but contre le Lokomotiv Moscou lors de la phase de groupes de l'UEFA Champions League en décembre 2020

Le 13 septembre 2020, Berisha commence sa saison avec le club en remportant le match d'ouverture de la saison contre le Wolfsberger AC, après avoir été nommé dans le onze de départ.
Le 3 novembre, Berisha marque son premier but en Ligue des champions de l'UEFA lors d'une défaite 2–6 contre l'équipe allemande du Bayern Munich lors de la saison 2020-2021, il marque également lors du match retour à Munich où Salzburg perd 3–1. Le 1er décembre, Berisha marque deux buts contre l'équipe russe du Lokomotiv Moscou, ce qui permet à Red Bull Salzburg de remporter le match à Moscou 3–1, pour assurer la troisième place du groupe et accéder à la phase à élimination directe de la Ligue Europa de l'UEFA 2020-2021.
Le 1er mai 2021, Berisha marque le premier but de Salzbourg lors d'une victoire 3-0 contre son ancien club LASK en finale de la Coupe d'Autriche, assurant au club son troisième titre consécutif en coupe nationale.

### Fenerbahçe
Le 2 septembre 2021, Berisha signe un contrat de quatre ans avec le club de la Süper Lig Fenerbahçe et reçoit le numéro de maillot 11.

#### Prêt à Augsburg
Le 31 août 2022, Berisha rejoint Augsburg en prêt avec une option d'achat.

## Carrière internationale
Le 7 octobre 2019, Berisha a reçu une convocation de l'équipe nationale allemande des moins de 21 ans (Germany U21) pour le match amical contre l'équipe nationale espagnole des moins de 21 ans (Spain U21) et le match de qualification pour le Championnat d'Europe des moins de 21 ans de l'UEFA 2021 contre l'équipe nationale de Bosnie-Herzégovine des moins de 21 ans (Bosnia and Herzegovina U21). Trois jours plus tard, il a fait ses débuts avec l'Allemagne U21 lors d'un match amical contre l'Espagne U21, remplaçant à la 46e minute Janni Serra.
Le 17 mars 2023, il a reçu sa première convocation officielle à l'équipe nationale senior allemande pour les matchs amicaux contre le Pérou et la Belgique.

## Palmarès
| RB Salzbourg - Championnat d'Autriche (2) : - Champion : 2016-17 et 2019-20. - UEFA Youth League (1) : - Vainqueur : 2016-17. |